# Reprezentacja Polski na Mistrzostwach Świata w Narciarstwie Klasycznym 2005
Reprezentacja Polski na Mistrzostwach Świata w Narciarstwie Klasycznym 2005 w Oberstdorfie liczyła ośmioro zawodników (siedmiu mężczyzn i jedną kobietę), którzy wystartowali w konkurencjach biegowych i skokach narciarskich. Najlepszy wynik uzyskał Adam Małysz, który był szósty w konkursie indywidualnym na skoczni normalnej. Drużyna skoczków, w skład której poza Małyszem weszli: Kamil Stoch, Marcin Bachleda i Robert Mateja, zajęła również szóste miejsce w konkursie drużynowym na skoczni HS 100. W reprezentacji znalazła się Justyna Kowalczyk, której rezultaty zostały anulowane z uwagi na stosowanie niedozwolonych środków.

## Wyniki

### Biegi narciarskie

#### Mężczyźni
Sprint
- Janusz Krężelok - 7. miejsce
- Maciej Kreczmer - 17. miejsce

15 km stylem dowolnym
- Maciej Kreczmer - 40. miejsce
- Janusz Krężelok - 73. miejsce

#### Kobiety
Sprint
- Justyna Kowalczyk - dyskwalifikacja

10 km stylem dowolnym
- Justyna Kowalczyk - dyskwalifikacja

30 km stylem klasycznym
- Justyna Kowalczyk - dyskwalifikacja

### Skoki narciarskie
Konkurs indywidualny na skoczni HS 100
- Adam Małysz - 6. miejsce
- Marcin Bachleda - 30. miejsce
- Robert Mateja - 40. miejsce
- Mateusz Rutkowski - 45. miejsce

Konkurs indywidualny na skoczni HS 137
- Adam Małysz - 11. miejsce
- Kamil Stoch - 37. miejsce
- Mateusz Rutkowski - 39. miejsce
- Marcin Bachleda - 47. miejsce

Konkurs drużynowy na skoczni HS 100
- Kamil Stoch, Marcin Bachleda, Adam Małysz, Robert Mateja - 6. miejsce

Konkurs drużynowy na skoczni HS 137
- Mateusz Rutkowski, Marcin Bachleda, Kamil Stoch, Adam Małysz - 9. miejsce